# Picot capclar
El picot capclar (Celeus lugubris) és una espècie d'ocell de la família dels pícids (Picidae) que habita zones boscoses de les terres baixes al nord de Bolívia, sud-oest del Brasil, el Paraguai i nord-oest de l'Argentina.